# グランドスラム・オブ・カーリング
グランドスラム・オブ・カーリング（英: Grand Slam of Curling）は、カナダで毎年開催されているワールドカーリングツアーにおける最高峰のカーリング大会シリーズ（チャンピオンズシリーズ）である。男子は2001-02年シーズン、女子は2006-07年シーズンより開催。

## 概要
男子は2001–02年シーズン、女子は2006–07年シーズンより開催され、賞金総額も最低17万5千カナダドルと高額の賞金が設定されている。歴史の古いマスターズ、ナショナル、カナディアン・オープン、プレーヤーズ選手権の4大会は「メジャー」とも呼ばれる。また、ツアーチャレンジは他の大会と異なる2部制で開催。グランドスラム各大会のみの総合成績の最上位チームには「グランドスラムカップ」が授与される。
世界チームランキング上位のみしか出場出来ないため、国・地域・組織で1代表の冬季オリンピックや世界選手権より出場チームのレベルが遥かに高く、真の世界一決定戦と称され優勝するのは非常に難しいと言われている。
日本ではあまり馴染みがなかったが、2018年平昌オリンピックで銅メダルを獲得した女子カーリング日本代表のLS北見がオリンピック後最初の国際大会である2018年プレーヤーズ選手権に出場する事になり、大きな関心を集めた。
世界の高い壁をなかなか超えられなかった日本のカーリングチームだが、2019年マスターズで「Team Sayaka YOSHIMURA（北海道銀行フォルティウス）が日本のカーリングチームで初めて決勝進出を果たし、2023年カナディアン・オープンでTeam Satsuki FUJISAWA（ロコ・ソラーレ）が通算20回目の挑戦でアジアのカーリングチーム初のグランドスラム優勝という歴史的快挙を成し遂げた。

## 歴史
長期間、カナダ選手権にスポンサーが付かない理由で賞金が発生しない事に不満を持った、当時のカナダ国内上位20チームのうち18チーム（「オリジナル18」）は、2001年から2003年にかけてカナダ選手権をボイコットすることに同意し、グランドスラム(英語: Grand Slam、略語: GS)を設立した。
2001–02年シーズンより、マスターズ、ナショナル、カナディアン・オープン、プレーヤーズ選手権の4大会で開始。
2006–07年シーズンより、女子のプレーヤーズ選手権が開催。その他、既存の大会もGSとして指定されたが、認定とまではいかなかった。また、このシーズンより従来の10エンド制から8エンド制に変更となる。
2012年、カナダのスポーツ専門サービス「Sportsnet」がGSの放映権を購入。それにより、チャンピオンシップラウンド以降はカナダ放送協会で放送される場合がある。
これまでGSとして認定されていなかった女子の大会が廃止（旧GS）となり、既存の男子GSに女性部門が追加された。そして、2014-15年シーズンにエリート10（当時は男子のみ）とツアーチャレンジ、2015-16年シーズンにチャンピオンズカップが新設される。2018-19年シーズンにエリート10の女子部門も新設され、初めて男女の大会数が同じになった。2019-20年シーズンにエリート10、2023-24年シーズンにチャンピオンズカップがそれぞれ廃止され、現在は男女とも5大会である。

## 出場資格

### 出場枠に関する規定

#### 出場資格区分
本大会における出場資格は、以下の三区分に基づき付与されるものとする。
- ワールド・カーリング（英語: World Curling、略語: WC）発表のワールド・カーリング・チーム・ランキング（英語: World Curling Team Ranking、略語: WCTR）上位枠
- スポンサー推薦枠
- 開催州（地元）枠

#### WCTR上位枠
大会開催日前に公表される最新のWCTRに基づき、上位チームより順に割り当てる。
選出対象となるランキングの算定期間および算定方法は、当該シーズンの運営規程に準ずる。

#### スポンサー推薦枠
大会オフィシャルスポンサーによる推薦に基づき、所定の枠数を割り当てる。
推薦対象チームは大会運営委員会の承認を受ける必要がある。

#### 開催州（地元）枠
開催州に所属するチームに対し、地域振興を目的として一定数の枠を割り当てる。
当該枠の具体的な選考方法は、運営規程に従う。

### フォーマット変動について
上記出場資格の枠数および選考基準は、シーズン毎の大会フォーマットにより一部変更される場合がある。
変更が生じる場合、当該シーズンの大会概要にて事前に告知される。
現在の出場枠は以下の通り。
| 大会                   | カテゴリー | 出場枠 | 内訳                                   |
| ---------------------- | ---------- | ------ | -------------------------------------- |
| マスターズ             | ティア1    | 16     | - WCTR枠（14） - スポンサー推薦枠（2） |
| マスターズ             | ティア2    | 16     | - WCTR枠（13） - 開催州枠（3）         |
| ツアーチャレンジ       | -          | 16     | - WCTR枠（14） - スポンサー推薦枠（2） |
| ナショナル             | -          | 16     | - WCTR枠（14） - スポンサー推薦枠（2） |
| カナディアン・オープン | ティア1    | 16     | - WCTR枠（14） - スポンサー推薦枠（2） |
| カナディアン・オープン | ティア2    | 16     | - WCTR枠（13） - 開催州枠（3）         |
| プレーヤーズ選手権     | -          | 12     | - WCTR枠（12）                         |

## 現在のグランドスラム

### マスターズ
ティア1（1部）優勝は上段、ティア2（2部）優勝は下段に表示。
| 開催年       | 男子優勝スキップ                                         | 女子優勝スキップ                                         | 開催地           |
| ------------ | -------------------------------------------------------- | -------------------------------------------------------- | ---------------- |
| 2002         | ブルース・コルテ                                         |                                                          | ガンダー         |
| 2003（1月）  | ケビン・マーティン                                       |                                                          | サドバリー       |
| 2003（12月） | ウェイン・ミッドオー                                     |                                                          | サドバリー       |
| 2004         | ジェフ・ストートン                                       |                                                          | ハンボルト       |
| 2006（2月）  | ランディ・ファービー                                     |                                                          | セントジョンズ   |
| 2006（12月） | グレン・ハワード                                         |                                                          | ウォータールー   |
| 2008（1月）  | グレン・ハワード                                         |                                                          | サスカトゥーン   |
| 2008（11月） | グレン・ハワード                                         |                                                          | ウォータールー   |
| 2009         | グレン・ハワード                                         |                                                          | ミシサガ         |
| 2010         | マイク・マキューエン                                     |                                                          | ウィンザー       |
| 2011         | グレン・ハワード                                         |                                                          | スーセントマリー |
| 2012         | ケヴィン・クーイ                                         | レイチェル・ホーマン                                     | ブラントフォード |
| 2013         | グレン・ハワード                                         | ヴァル・スウィーティング                                 | アボッツフォード |
| 2014         | ブラッド・グシュー                                       | レイチェル・ホーマン                                     | セルカーク       |
| 2015         | マイク・マキューエン                                     | レイチェル・ホーマン                                     | トルーロー       |
| 2016         | ニクラス・エディン                                       | アリソン・フラクシー                                     | オコトクス       |
| 2017         | ブラッド・グシュー                                       | ジェニファー・ジョーンズ                                 | ロイドミンスター |
| 2018         | ジョン・エッピング                                       | アンナ・ハッセルボリ                                     | トルーロー       |
| 2019         | マット・ダンストン                                       | トレイシー・フルーリー                                   | ノースベイ       |
| 2020         | 新型コロナウイルス（COVID-19）の感染拡大の影響により中止 | 新型コロナウイルス（COVID-19）の感染拡大の影響により中止 | サーニア         |
| 2021         | ブルース・マウアット                                     | トレイシー・フルーリー                                   | オークビル       |
| 2022         | ジョエル・レトルナス                                     | ケリー・エイナーソン                                     | オークビル       |
| 2023         | ジョエル・レトルナス                                     | レイチェル・ホーマン                                     | サスカトゥーン   |
| 2025（1月）  | ロス・ホワイト                                           | アンナ・ハッセルボリ                                     | ゲルフ           |
| 2025（9月）  |                                                          |                                                          | ロンドン         |
| 2025（9月）  |                                                          |                                                          | ロンドン         |

### ツアーチャレンジ
ティア1（1部）優勝は上段、ティア2（2部）優勝は下段に表示。
| 開催年 | 男子優勝スキップ                                         | 女子優勝スキップ                                         | 開催地                 |
| ------ | -------------------------------------------------------- | -------------------------------------------------------- | ---------------------- |
| 2015   | ケヴィン・クーイ                                         | シルヴァナ・ティリンツォーニ                             | パラダイス             |
| 2015   | ジム・コッター                                           | ケリー・エイナーソン                                     | パラダイス             |
| 2016   | ニクラス・エディン                                       | ヴァル・スウィーティング                                 | クランブルック         |
| 2016   | グレグ・バルスドン                                       | ジャクリーン・ハリソン                                   | クランブルック         |
| 2017   | ブラッド・グシュー                                       | ヴァル・スウィーティング                                 | レジャイナ             |
| 2017   | ジェイソン・ガンラグソン                                 | ケリー・エイナーソン                                     | レジャイナ             |
| 2018   | ブラッド・ジェイコブス                                   | レイチェル・ホーマン                                     | サンダーベイ           |
| 2018   | カーク・マイヤーズ                                       | エレナ・シュテルン                                       | サンダーベイ           |
| 2019   | ブラッド・ジェイコブス                                   | アンナ・ハッセルボリ                                     | ウェストヴィル・ロード |
| 2019   | コリー・ドロプキン                                       | キム・ミンジ                                             | ウェストヴィル・ロード |
| 2020   | 新型コロナウイルス（COVID-19）の感染拡大の影響により中止 | 新型コロナウイルス（COVID-19）の感染拡大の影響により中止 | グランド・プレーリー   |
| 2021   | COVID-19の感染拡大の影響により延期                       | COVID-19の感染拡大の影響により延期                       | グランド・プレーリー   |
| 2022   | ニクラス・エディン                                       | トレイシー・フルーリー                                   | グランド・プレーリー   |
| 2022   | コリー・ドロプキン                                       | クランシー・グランディ                                   | グランド・プレーリー   |
| 2023   | ジョエル・レトルナス                                     | ジェニファー・ジョーンズ                                 | ナイアガラフォールズ   |
| 2023   | ダニエル・キャスパー                                     | 金恩貞                                                   | ナイアガラフォールズ   |
| 2024   | ブルース・マウアット                                     | ケリー・エイナーソン                                     | シャーロットタウン     |
| 2024   | ライラン・クライター                                     | クリスティーナ・ブラック                                 | シャーロットタウン     |
| 2025   |                                                          |                                                          | ニスク                 |

### ナショナル
| 開催年       | 男子優勝スキップ                                         | 女子優勝スキップ                                         | 開催地                       |
| ------------ | -------------------------------------------------------- | -------------------------------------------------------- | ---------------------------- |
| 2002         | グレン・ハワード                                         |                                                          | スーセントマリー             |
| 2003         | マーティン・ファーランド                                 |                                                          | ハンボルト                   |
| 2004（1月）  | グレン・ハワード                                         |                                                          | プリンス・アルバート         |
| 2004（11月） | ケビン・マーティン                                       |                                                          | ハミルトン                   |
| 2005         | ウェイン・ミッドオー                                     |                                                          | ポート・ホークスベリー       |
| 2007（3月）  | ケビン・マーティン                                       |                                                          | ポート・ホークスベリー       |
| 2007（12月） | ケビン・マーティン                                       |                                                          | ポート・ホークスベリー       |
| 2008         | ウェイン・ミッドオー                                     |                                                          | ケベック・シティー           |
| 2010（1月）  | ブラッド・グシュー                                       |                                                          | ゲルフ                       |
| 2010（12月） | ケビン・マーティン                                       |                                                          | バーノン                     |
| 2012         | グレン・ハワード                                         |                                                          | ドーソン・クリーク           |
| 2013         | ジェフ・ストートン                                       |                                                          | ポート・ホークスベリー       |
| 2014（3月）  | グレン・ハワード                                         |                                                          | フォートマクマレー           |
| 2014（11月） | マイク・マキューエン                                     |                                                          | スーセントマリー             |
| 2015         | ブラッド・グシュー                                       | レイチェル・ホーマン                                     | オシャワ                     |
| 2016         | ブラッド・ジェイコブス                                   | ケリー・エイナーソン                                     | スーセントマリー             |
| 2017         | ブルース・マウアット                                     | ジェニファー・ジョーンズ                                 | スーセントマリー             |
| 2018         | ロス・パターソン                                         | レイチェル・ホーマン                                     | コンセプション・ベイ・サウス |
| 2019         | ブラッド・ジェイコブス                                   | アンナ・ハッセルボリ                                     | コンセプション・ベイ・サウス |
| 2020         | 新型コロナウイルス（COVID-19）の感染拡大の影響により中止 | 新型コロナウイルス（COVID-19）の感染拡大の影響により中止 | チェスターミア               |
| 2021         | ブラッド・グシュー                                       | アンナ・ハッセルボリ                                     | チェスターミア               |
| 2022         | ブラッド・グシュー                                       | シルヴァナ・ティリンツォーニ                             | ノースベイ                   |
| 2023         | ジョエル・レトルナス                                     | キム・ウンジ                                             | ピクトゥー・カウンティー     |
| 2024         | ブルース・マウアット                                     | レイチェル・ホーマン                                     | セントジョンズ               |
| 2025         |                                                          |                                                          | ステートライン               |

### カナディアン・オープン
ティア1（1部）優勝は上段、ティア2（2部）優勝は下段に表示。
| 開催年       | 男子優勝スキップ                                         | 女子優勝スキップ                                         | 開催地                 |
| ------------ | -------------------------------------------------------- | -------------------------------------------------------- | ---------------------- |
| 2001         | ウェイン・ミッドオー                                     |                                                          | ウェインライト         |
| 2002         | ケビン・マーティン                                       |                                                          | サンダーベイ           |
| 2003         | グレン・デスピン                                         |                                                          | ブランドン             |
| 2005         | ケビン・マーティン                                       |                                                          | ウィニペグ             |
| 2006         | ジェフ・ストートン                                       |                                                          | ウィニペグ             |
| 2007（1月）  | ケビン・マーティン                                       |                                                          | ウィニペグ             |
| 2007（12月） | ケビン・マーティン                                       |                                                          | ケベック・シティー     |
| 2009         | グレン・ハワード                                         |                                                          | ウィニペグ             |
| 2010         | ケビン・マーティン                                       |                                                          | ウィニペグ             |
| 2011（1月）  | マイク・マキューエン                                     |                                                          | オシャワ               |
| 2011（12月） | マイク・マキューエン                                     |                                                          | キングストン           |
| 2012         | グレン・ハワード                                         |                                                          | ケロウナ               |
| 2013         | ケヴィン・クーイ                                         |                                                          | メディシンハット       |
| 2014         | ブラッド・グシュー                                       | イブ・ミュアヘッド                                       | ヨークトン             |
| 2015         | ジョン・エッピング                                       | レイチェル・ホーマン                                     | ヨークトン             |
| 2017         | ブラッド・グシュー                                       | キャシー・シャイデガー                                   | ノース・バトルフォード |
| 2018         | ペーター・デ・クルス                                     | チェルシー・キャリー                                     | カムローズ             |
| 2019         | ブレンダン・ボッチャー                                   | レイチェル・ホーマン                                     | ノース・バトルフォード |
| 2020         | ブラッド・ジェイコブス                                   | アンナ・ハッセルボリ                                     | ヨークトン             |
| 2021         | 新型コロナウイルス（COVID-19）の感染拡大の影響により中止 | 新型コロナウイルス（COVID-19）の感染拡大の影響により中止 | ラスベガス             |
| 2022         | COVID-19の感染拡大の影響により中止                       | COVID-19の感染拡大の影響により中止                       | カムローズ             |
| 2023         | ブレンダン・ボッチャー                                   | 藤澤五月                                                 | カムローズ             |
| 2024（1月）  | ブルース・マウアット                                     | レイチェル・ホーマン                                     | レッドディア           |
| 2024（11月） | ブルース・マウアット                                     | レイチェル・ホーマン                                     | ニスク                 |
| 2025         |                                                          |                                                          | サスカトゥーン         |
| 2025         |                                                          |                                                          | サスカトゥーン         |

### プレーヤーズ・チャンピオンシップ
| 開催年       | 男子優勝スキップ                                         | 女子優勝スキップ                                         | 開催地                   |
| ------------ | -------------------------------------------------------- | -------------------------------------------------------- | ------------------------ |
| 1993         | ラス・ハワード                                           |                                                          | カルガリー               |
| 1994         | ケビン・マーティン                                       |                                                          | カルガリー               |
| 1995（4月）  | マレー・マッキーチャーン                                 |                                                          | セルカーク               |
| 1995（12月） | ウェイン・ミッドオー                                     |                                                          | ジャスパー               |
| 1997         | ラス・ハワード                                           |                                                          | ウィニペグ               |
| 1998         | ケビン・マーティン                                       |                                                          | フォートマクマレー       |
| 1999         | ウェイン・ミッドオー                                     |                                                          | ウィニペグ               |
| 2000         | ケビン・マーティン                                       |                                                          | ウィニペグ               |
| 2001         | ウェイン・ミッドオー                                     |                                                          | カルガリー               |
| 2002         | ウェイン・ミッドオー                                     |                                                          | ストラスロイ＝カラドック |
| 2003         | ジェフ・ストートン                                       |                                                          | ルドゥーク               |
| 2004         | ジョン・モリス                                           |                                                          | セントジョンズ           |
| 2005         | ケビン・マーティン                                       |                                                          | セントジョンズ           |
| 2006         | ランディ・ファービー                                     | ジェニファー・ジョーンズ                                 | カルガリー               |
| 2007         | ケビン・マーティン                                       | ジェニファー・ジョーンズ                                 | カルガリー               |
| 2008         | グレン・ハワード                                         | アンバー・ホランド                                       | セントジョンズ           |
| 2009         | ランディ・ファービー                                     | ジェニファー・ジョーンズ                                 | グランド・プレーリー     |
| 2010         | ケビン・マーティン                                       | シェリル・バーナード                                     | ドーソン・クリーク       |
| 2011         | ケビン・マーティン                                       | ジェニファー・ジョーンズ                                 | グランド・プレーリー     |
| 2012         | ジョン・エッピング                                       | ステファニー・ロートン                                   | サマーサイド             |
| 2013         | グレン・ハワード                                         | イブ・ミュアヘッド                                       | トロント                 |
| 2014         | ケビン・マーティン                                       | ジェニファー・ジョーンズ                                 | サマーサイド             |
| 2015         | ブラッド・ジェイコブス                                   | イブ・ミュアヘッド                                       | トロント                 |
| 2016         | ブラッド・グシュー                                       | イブ・ミュアヘッド                                       | トロント                 |
| 2017         | ニクラス・エディン                                       | ジェニファー・ジョーンズ                                 | トロント                 |
| 2018         | ケヴィン・クーイ                                         | ジェイミー・シンクレア                                   | トロント                 |
| 2019         | ブレンダン・ボッチャー                                   | ケリー・エイナーソン                                     | トロント                 |
| 2020         | 新型コロナウイルス（COVID-19）の感染拡大の影響により中止 | 新型コロナウイルス（COVID-19）の感染拡大の影響により中止 | トロント                 |
| 2021         | ブルース・マウアット                                     | ケリー・エイナーソン                                     | カルガリー               |
| 2022         | ブルース・マウアット                                     | アンナ・ハッセルボリ                                     | トロント                 |
| 2023         | ケヴィン・クーイ                                         | イザベラ・ヴラノー                                       | トロント                 |
| 2024         | ブラッド・グシュー                                       | シルヴァナ・ティリンツォーニ                             | トロント                 |
| 2025         | ブルース・マウアット                                     | シルヴァナ・ティリンツォーニ                             | トロント                 |
| 2026         |                                                          |                                                          | スタインバック           |

## 過去のグランドスラム

### ソビーズスラム
ノバスコシア州ニュー・グラスゴーで過去3回開催。
| 開催年 | 優勝スキップ               |
| ------ | -------------------------- |
| 2007   | シェリー・ミッドオー       |
| 2008   | マリーフランス・ラルーシュ |
| 2009   | 開催せず                   |
| 2010   | ジェニファー・ジョーンズ   |

### ウェイデン・トランス
ブリティッシュコロンビア州アボッツフォードで過去3回開催。
| 開催年 | 優勝スキップ             |
| ------ | ------------------------ |
| 2006   | ステファニー・ロートン   |
| 2007   | ケリー・スコット         |
| 2008   | ジェニファー・ジョーンズ |

### マニトバ・ロト
マニトバ州ポーティジ・ラ・プレーリーで過去8回開催。2014-15シーズンからグランドスラムのラインナップから削除され、マスターシリーズのひとつとなった。
| 開催年 | 優勝スキップ             |
| ------ | ------------------------ |
| 2006   | シェリー・アンダーソン   |
| 2007   | シャノン・クレイブリンク |
| 2008   | ミシェル・イングロット   |
| 2009   | ケリー・スコット         |
| 2010   | チェルシー・キャリー     |
| 2011   | ルネ・ソネンベリ         |
| 2012   | ステファニー・ロートン   |
| 2013   | ジェニファー・ジョーンズ |

### オータムゴールド
アルバータ州カルガリーで毎年開催。2015-16シーズンからグランドスラムのラインナップから削除され、マスターシリーズのひとつとなった。
| 開催年 | 優勝スキップ             |
| ------ | ------------------------ |
| 2006   | ケリー・スコット         |
| 2007   | ジェニファー・ジョーンズ |
| 2008   | シャノン・クレイブリンク |
| 2009   | ジェニファー・ジョーンズ |
| 2010   | 王氷玉                   |
| 2011   | キャシー・オーバートン   |
| 2012   | シェリー・ミッドオー     |
| 2013   | イブ・ミュアヘッド       |
| 2014   | ジェニファー・ジョーンズ |

### コロニアルスクエア
サスカチュワン州サスカトゥーンで毎年開催。2015-16シーズンからグランドスラムのラインナップから削除され、マスターシリーズのひとつとなった。
| 開催年 | 優勝スキップ             |
| ------ | ------------------------ |
| 2012   | ステファニー・ロートン   |
| 2013   | ジェニファー・ジョーンズ |
| 2014   | イブ・ミュアヘッド       |

### エリート10
スキンズゲームに似た独自のマッチプレー形式で開催。2019-20シーズンから廃止された。
| 開催年      | 男子優勝スキップ     | 女子優勝スキップ     | 開催地                 |
| ----------- | -------------------- | -------------------- | ---------------------- |
| 2015        | マイク・マキュウェン |                      | フォートマクマレー     |
| 2016        | ブラッド・グシュー   |                      | コルウッド             |
| 2017        | ジョン・モリス       |                      | ポート・ホークスベリー |
| 2018（3月） | マイク・マキュウェン |                      | ウィニペグ             |
| 2018（9月） | ブラッド・グシュー   | アンナ・ハッセルボリ | チャタム・ケント       |

### チャンピオンズカップ
| 開催年 | 男子優勝スキップ                                         | 女子優勝スキップ                                         | 開催地                                                   |
| ------ | -------------------------------------------------------- | -------------------------------------------------------- | -------------------------------------------------------- |
| 2016   | リード・カラザーズ                                       | ジェニファー・ジョーンズ                                 | シャーウッド・パーク                                     |
| 2017   | ブラッド・ジェイコブス                                   | レイチェル・ホーマン                                     | カルガリー                                               |
| 2018   | ブラッド・グシュー                                       | レイチェル・ホーマン                                     | カルガリー                                               |
| 2019   | ブレンダン・ボッチャー                                   | シルヴァナ・ティリンツォーニ                             | サスカトゥーン                                           |
| 2020   | 新型コロナウイルス（COVID-19）の感染拡大の影響により中止 | 新型コロナウイルス（COVID-19）の感染拡大の影響により中止 | 新型コロナウイルス（COVID-19）の感染拡大の影響により中止 |
| 2021   | ブルース・マウアット                                     | レイチェル・ホーマン                                     | カルガリー                                               |
| 2022   | ブラッド・グシュー                                       | ケリー・エイナーソン                                     | オールズ                                                 |
| 2023   | ブレンダン・ボッチャー                                   | レイチェル・ホーマン                                     | レジャイナ                                               |
| 2024   | 開催せず                                                 | 開催せず                                                 | 開催せず                                                 |

## 記録
グランドスラムのメジャー指定大会優勝および冬季オリンピック、世界選手権のメダル獲得者。
男子
MA=マスターズ, NA=ナショナル, CO=カナディアン, PC=プレーヤーズ
| スキップ             | GSOC | GSOC | GSOC | GSOC | 五輪 | 五輪 | 五輪 | 世界選手権 | 世界選手権 | 世界選手権 | 備考                                 |
| スキップ             | MA   | NA   | CO   | PC   | 金   | 銀   | 銅   | 金         | 銀         | 銅         | 備考                                 |
| -------------------- | ---- | ---- | ---- | ---- | ---- | ---- | ---- | ---------- | ---------- | ---------- | ------------------------------------ |
| ペーター・デ・クルス |      |      | 2018 |      |      |      | 2018 |            |            | 2014       |                                      |
| ニクラス・エディン   | 2016 |      |      | 2017 | 2022 | 2018 | 2014 | 2013       | 2017       | 2011       |                                      |
| ランディ・ファービー | 2006 |      |      | 2006 |      |      |      | 2002       |            |            |                                      |
| ケビン・マーティン   | 2003 | 2004 | 2002 | 2005 | 2010 | 2002 |      | 2008       | 1991       |            | 2010年にスーパー・スラム達成         |
| ウェイン・ミッドオー | 2003 | 2005 | 2001 | 2002 |      |      |      | 1998       |            |            |                                      |
| ブルース・マウアット | 2021 | 2017 | 2024 | 2021 |      | 2022 |      | 2023       | 2021       | 2018       | 2024年にキャリア・グランドスラム達成 |
| ジョエル・レトルナス | 2022 | 2023 |      |      |      |      |      |            |            | 2022       |                                      |
| ジェフ・ストートン   | 2004 | 2013 | 2006 | 2003 |      |      |      | 1996       | 1999       |            |                                      |

女子
MA=マスターズ, NA=ナショナル, CO=カナディアン, PC=プレーヤーズ
| スキップ                     | GSOC | GSOC | GSOC | GSOC | 五輪 | 五輪 | 五輪 | 世界選手権 | 世界選手権 | 世界選手権 | 備考                           |
| スキップ                     | MA   | NA   | CO   | PC   | 金   | 銀   | 銅   | 金         | 銀         | 銅         | 備考                           |
| ---------------------------- | ---- | ---- | ---- | ---- | ---- | ---- | ---- | ---------- | ---------- | ---------- | ------------------------------ |
| シェリル・バーナード         |      |      |      | 2010 |      | 2010 |      |            |            |            |                                |
| ケリー・エイナーソン         | 2022 | 2016 |      | 2019 |      |      |      |            |            | 2022       |                                |
| 藤澤五月                     |      |      | 2023 |      |      | 2022 | 2018 |            | 2016       |            |                                |
| キム・ウンジ                 |      | 2023 |      |      |      |      |      |            |            | 2024       |                                |
| アンナ・ハッセルボリ         | 2018 | 2019 | 2020 | 2022 | 2018 |      | 2022 |            | 2018       |            | 2022年にゴールデン・スラム達成 |
| アンバー・ホランド           |      |      |      | 2008 |      |      |      |            | 2011       |            |                                |
| レイチェル・ホーマン         | 2012 | 2015 | 2015 |      |      |      |      | 2017       | 2014       | 2013       |                                |
| ジェニファー・ジョーンズ     | 2017 | 2017 |      | 2006 | 2014 |      |      | 2008       | 2015       | 2010       |                                |
| イブ・ミュアヘッド           |      |      | 2014 | 2013 | 2022 |      | 2014 | 2013       | 2010       | 2017       |                                |
| シルヴァナ・ティリンツォーニ |      | 2022 |      | 2024 |      |      |      | 2019       |            |            |                                |

## 日本チームの出場成績
※ベスト8以上
男子
| チーム                 | 結果    | 大会             |
| ---------------------- | ------- | ---------------- |
| 北海道コンサドーレ札幌 | ベスト8 | 2021年マスターズ |

女子
| チーム                     | 結果            | 大会                             |
| -------------------------- | --------------- | -------------------------------- |
| ロコ・ソラーレ             | 優勝            | 2023年カナディアン・オープン     |
| ロコ・ソラーレ             | ベスト4         | 2024年ツアーチャレンジ           |
| ロコ・ソラーレ             | ベスト4         | 2023年チャンピオンズカップ       |
| ロコ・ソラーレ             | ベスト4         | 2022年ナショナル                 |
| ロコ・ソラーレ             | ベスト4         | 2020年カナディアン・オープン     |
| ロコ・ソラーレ             | ベスト4         | 2019年ナショナル                 |
| ロコ・ソラーレ             | ベスト4         | 2019年ツアーチャレンジ           |
| ロコ・ソラーレ             | ベスト6 ベスト8 | 2025年マスターズ                 |
| ロコ・ソラーレ             | ベスト6 ベスト8 | 2024年ナショナル                 |
| ロコ・ソラーレ             | ベスト6 ベスト8 | 2024年11月カナディアン・オープン |
| ロコ・ソラーレ             | ベスト6 ベスト8 | 2024年1月カナディアン・オープン  |
| ロコ・ソラーレ             | ベスト6 ベスト8 | 2023年プレーヤーズ選手権         |
| ロコ・ソラーレ             | ベスト6 ベスト8 | 2022年プレーヤーズ選手権         |
| ロコ・ソラーレ             | ベスト6 ベスト8 | 2021年プレーヤーズ選手権         |
| ロコ・ソラーレ             | ベスト6 ベスト8 | 2021年チャンピオンズカップ       |
| ロコ・ソラーレ             | ベスト6 ベスト8 | 2019年マスターズ                 |
| ロコ・ソラーレ             | ベスト6 ベスト8 | 2019年プレーヤーズ選手権         |
| ロコ・ソラーレ             | ベスト6 ベスト8 | 2018年ナショナル                 |
| ロコ・ソラーレ             | ベスト6 ベスト8 | 2018年プレーヤーズ選手権         |
| フォルティウス             | 準優勝          | 2019年マスターズ                 |
| フォルティウス             | ベスト6 ベスト8 | 2025年プレーヤーズ選手権         |
| フォルティウス             | ベスト6 ベスト8 | 2024年ナショナル                 |
| フォルティウス             | ベスト6 ベスト8 | 2016年チャンピオンズカップ       |
| 北海道銀行女子カーリング部 | ベスト8         | 2025年マスターズ                 |

## グランドスラムカップ
チャンピオンズカップとツアーチャレンジ・ティア2を除いた各大会の成績をポイント化し、その合計で年間王者を決定する。総合成績の最上位チームには「グランドスラムカップ」を授与。賞金は7万5千カナダドル。
男子
| シーズン | 優勝スキップ           | 準優勝スキップ         |
| -------- | ---------------------- | ---------------------- |
| 2012-13  | グレン・ハワード       |                        |
| 2013-14  | ケビン・マーティン     | グレン・ハワード       |
| 2014-15  | ブラッド・ジェイコブス | マイク・マキュウェン   |
| 2015-16  | ブラッド・グシュー     | ケヴィン・クーイ       |
| 2016-17  | ニクラス・エディン     | ブラッド・ジェイコブス |
| 2017-18  | ブラッド・グシュー     | ケヴィン・クーイ       |
| 2018-19  | ケヴィン・クーイ       | ブレンダン・ボッチャー |
| 2019-20  | ブラッド・ジェイコブス | ブラッド・グシュー     |
| 2020-21  | 開催せず               | 開催せず               |
| 2021-22  | ブルース・マウアット   | ブラッド・グシュー     |
| 2022-23  | ブラッド・グシュー     | ニクラス・エディン     |

女子
| シーズン | 優勝スキップ             | 準優勝スキップ                                        |
| -------- | ------------------------ | ----------------------------------------------------- |
| 2012-13  | イブ・ミュアヘッド       |                                                       |
| 2013-14  | ジェニファー・ジョーンズ | レイチェル・ホーマン                                  |
| 2014-15  | イブ・ミュアヘッド       | ヴァル・スウィーティング                              |
| 2015-16  | レイチェル・ホーマン     | ジェニファー・ジョーンズ                              |
| 2016-17  | ヴァル・スウィーティング | ジェニファー・ジョーンズ シルヴァナ・ティリンツォーニ |
| 2017-18  | ジェニファー・ジョーンズ | ジェイミー・シンクレア                                |
| 2018-19  | レイチェル・ホーマン     | アンナ・ハッセルボリ                                  |
| 2019-20  | アンナ・ハッセルボリ     | 藤澤五月                                              |
| 2020-21  | 開催せず                 | 開催せず                                              |
| 2021-22  | アンナ・ハッセルボリ     | トレイシー・フルーリー                                |
| 2022-23  | ケリー・エイナーソン     | イザベラ・ヴラノー                                    |

## 日本での中継

### インターネット放送
2024-25年シーズンの全大会においてABEMAが放映権を獲得し無料生中継する。

### CSデジタル放送
- 日本で初めてテレ朝チャンネルにて2022年プレーヤーズ選手権が生中継された。